# Günter Schwartzkopff

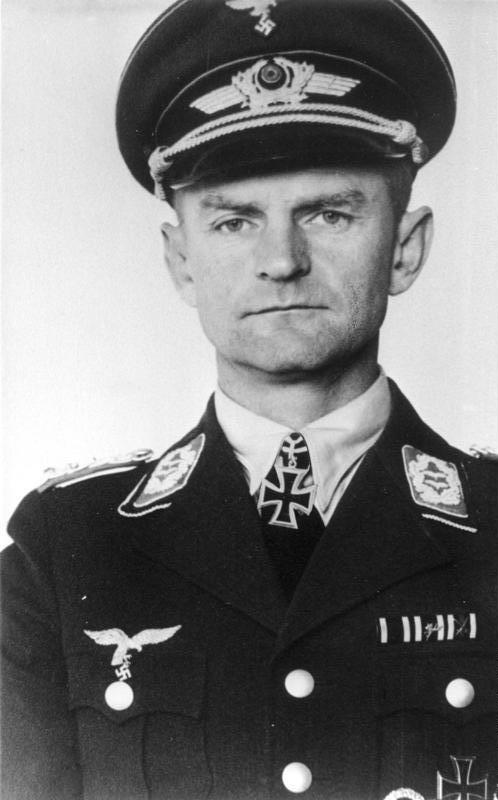
Schwartzkopff als Oberstleutnant (Montage von 1944 mit eingefügtem Ritterkreuz, welches ihm posthum verliehen worden war.)

Günter Schwartzkopff (* 5. August 1898 in Forbach (Regierungsbezirk Posen); † 14. Mai 1940 südlich von Le Chesne (Frankreich)) war ein deutscher Offizier der Luftwaffe der Wehrmacht. Er wurde postum zum Generalmajor befördert und galt als Vorreiter der Sturzkampftechnik der Ju 87.

## Militärische Biografie

### Erster Weltkrieg
Nach Ausbruch des Ersten Weltkrieges diente Schwartzkopff als Fahnenjunker und Zugführer im Infanterie-Regiment „König Ludwig III. von Bayern“ (2. Niederschlesisches) Nr. 47 an der Westfront. Im Sommer 1916 wurde er bei Verdun verwundet und kam nach seiner Genesung zur Fliegertruppe. Dort erhielt Schwartzkopff vom 30. August 1916 bis Januar 1917 bei der Flieger-Ersatz-Abteilung 8 seine Ausbildung zum Flugzeugführer. Anschließend flog er bis März 1917 als Flugzeugführer bei der Fliegerabteilung 4 bzw. danach bis November 1917 bei der umbenannten Feldfliegerabteilung 4, wo er zusätzlich auch als Technischer Offizier eingesetzt war. Das letzte Kriegsjahr flog Schwartzkopff in der Fliegerabteilung 13 an der Ostfront.

### Zwischenkriegsjahre
Im Dezember 1918 kam Schwartzkopff als Technischer Offizier zur Grenzschutz-Fliegerabteilung 106, wo er bis August 1919 verblieb. Anschließend diente er in selbiger Position bis Mai 1920 beim Fliegerhorst Paderborn sowie danach in der dortigen Kraftwagen-Kolonne. Nach dem Verbot der Militärfliegerei in Deutschland aufgrund des Friedensvertrags von Versailles wurde Schwartzkopff im Oktober 1920 von der Reichswehr übernommen und dem 6. Infanterie-Regiment zugeteilt, wo er bis Mai 1933 als Zugführer, Kompanieoffizier, Fürsorgeoffizier und zuletzt als Kompaniechef diente. Während dieser Zeit absolvierte Schwartzkopff von Oktober 1928 bis September 1930 die Führergehilfenausbildung beim Stab der 2. Division.
Zum 1. Juni 1933 wechselte Schwartzkopff als Referent zum Reichswehrministerium, wo er bis Ende August 1933 als Referent tätig war. Am 1. September 1933 trat er zu der im Aufbau befindlichen und noch geheimen Luftwaffe über. Hier diente er bis Ende September 1933, ebenfalls als Referent, in der Personalabteilung des Reichsluftfahrtministeriums. Im Oktober 1933 wurde Schwartzkopff zum Lehramt an der Flugzeugführerschule in Neuruppin berufen, wo er bis November 1934 blieb. Danach war er bis März 1935 Lehrer an der Flugzeugführerschule in Celle, zu deren Kommandeur er am 1. April 1935 ernannt wurde. Zum 1. Oktober 1936 wurde Schwartzkopff Kommandeur der I. Gruppe des Sturzkampfgeschwaders 165. In dieser Funktion war er maßgeblich an der Entwicklung der Stuka, von ihm „Jolanthe“ genannt, beteiligt. Schwartzkopff selbst flog dabei die ersten Ju 87-Prototypen bei ihren praktischen Truppenerprobungen. Im September 1937 wurde er Kommandeur der IV.(Stuka-) Gruppe im Lehrgeschwader Greifswald sowie gleichzeitig Fliegerhorstkommandant von Barth. Am 1. November 1938 wurde er Kommodore des Sturzkampfgeschwaders 165, das am 16. Mai 1939 in Sturzkampfgeschwader 77 umbenannt wurde. Ein angeblicher Einsatz Schwartzkopffs bei der Legion Condor wird erwähnt, kann aber nicht durch andere Literaturquellen bestätigt werden.
Beförderungen
- 14. Juli 1915 Fähnrich
- 30. September 1915 Leutnant
- 1. April 1925 Oberleutnant
- 1. Februar 1932 Hauptmann
- 1.  Juli 1935 Major
- 1. Oktober 1937 Oberstleutnant
- 1. April 1940 Oberst
- 28. Juni 1940 Generalmajor

### Zweiter Weltkrieg
Als Geschwaderkommodore nahm Schwartzkopff beim Überfall auf Polen an allen bekannten Stukaeinsätzen teil, so am Vorstoß nach Warschau, bei der Schlacht bei Radom und an der Bzura sowie ferner bei den Verfolgungskämpfen über die Weichsel und den Kämpfen um Modlin sowie der Einnahme von Warschau. Im Westfeldzug, inzwischen zum Oberst befördert, führte er sein Geschwader über Holland, Belgien und Frankreich. Am 14. Mai 1940 wurde Schwartzkopff beim Kampf um den Maasübergang bei Le Chesne (Ardennes) im Raum Sedan durch Flakvolltreffer abgeschossen und getötet. Er wurde am 28. Juni 1940 postum zum Generalmajor befördert und am 24. November 1940 mit dem Ritterkreuz des Eisernen Kreuzes ausgezeichnet.

## Weitere Informationen
Im April 1965 erhielt der Sitz der Truppenschule der Luftwaffe der Bundeswehr in Hamburg die Bezeichnung „General Schwartzkopff-Kaserne“. Sie wurde im Juni 1994 in „Generalleutnant-Graf-von-Baudissin-Kaserne“ umbenannt. Stattdessen wurde ein Hörsaal nach ihm benannt.